# Volkslied van Azerbeidzjan
Dit is het volkslied van Azerbeidzjan. (Azerbeidzjaans: Azərbaycan himni) is het volkslied van de Republiek Azerbeidzjan. Het werd in 1992 als volkslied ingesteld, en het is gebaseerd op het lied van de Eerste Azerbeidzjaanse Republiek (1918-1920). De tekst is geschreven door dichter Ahmed Cevad (1892-1937) en de muziek is gecomponeerd door muzikant en toneelschrijver Üzeyir Hacıbeyov (1885-1948).

## Tekst
| Azerbeidzjaans Latijnse alfabet | Azerbeidzjaans Cyrillisch alfabet | Nederlandse vertaling |
| --- | --- | --- |
| Azərbaycan! Azərbaycan! Ey qəhrəman övladın şanlı Vətəni! Səndən ötrü can verməyə cümlə hazırız! Səndən ötrü qan tökməyə cümlə qadırız! Üç rəngli bayrağınla məsud yaşa! Minlərlə can qurban oldu, Sinən hərbə meydan oldu! Hüququndan keçən əsgər! Hərə bir qəhrəman oldu! Sen olasan gülüstan, Sənə hər an can qurban! Sənə min bir məhəbbət Sinəmdə tutmuş məkan! Namusunu hifz etməyə, Bayrağını yüksəltməyə, Namusunu hifz etməyə, Cümlə gənclər müştaqdır! Şanlı Vətən! Şanlı Vətən! Azərbaycan! Azərbaycan! | Азәрбајҹан! Азәрбајҹан! Еј гәһрәман өвладын шанлы Вәтәни! Сәндән өтрү ҹан вермәјә ҹүмлә һазырыз! Сәндән өтрү ган төкмәјә ҹүмлә гадириз! Үчрәнҝли бајрағынла мәсʼуд јаша! Минләрлә ҹан гурбан олду, Синән һәрбә мејдан олду! Һүгугундан кечән әсҝәр, Һәрә бир гәһрәман олду! Сән оласан ҝүлүстан, Сәнә һәр ан ҹан гурбан! Сәнә мин бир мәһәббәт Синәмдә тутмуш мәкан! Намусуну һифз етмәјә, Бајрағыны јүксәлтмәјә Намусуну һифз етмәјә, Ҹүмлә ҝәнҹләр мүштагдыр! Шанлы Вәтән! Шанлы Вәтән! Азәрбајҹан! Азәрбајҹан! | Azerbeidzjan! Azerbeidzjan! Oh, Gekoesterd land van moedige kinderen, We zijn bereid om ons leven voor je te geven. We zijn bereid om ons bloed aan je te geven. Leef vrolijk met je driekleurige vlag. Duizenden zielen werden voor je geofferd. Je werd een slagveld. Soldaten hebben hun leven voor je gegeven, Ze worden helden. Je wordt een prachtig bloemenveld. We zijn bereid ons hart en ziel voor je te geven. Duizend-en-een liefdes zijn er voor je in mijn hart. Hou je eer hoog. Om je vlag te hijsen Hou je eer hoog, Om je vlag te hijsen De jeugd is enthousiast over je. Gekoesterd land! Gekoesterd land! Azerbeidzjan! Azerbeidzjan! |